# Rectificadora sense centres
Una rectificadora sense centres és una rectificadora on les peces rectificades no es munten sobre els centres de la màquina donat que no en tenen. Per aquest motiu, la peça es troba suportada per una fulla i gira entre la roda rectificadora i una roda de suport.

## Tipus de cilindres a rectificar
Aquest tipus de rectificadora permet utilitzar cilindres amb diàmetre constant o sortint. Així doncs distingim:
- mètode d'avanç passant, el qual s'utilitza amb cilindres de diàmetre constant i consisteix a fer passar la peça contínuament a través de la cara de la roda rectificadora col·locant la roda reguladora amb un cert angle. Les peces sense acabar es fan avançar per un extrem de la roda mentre que les peces acabades surten per l'altre.
- mètode repetitiu d'inserir i fer sortir la peça pel mateix costat de la roda rectificadora que permet realitzar peces amb diàmetres diferents amb la utilització de diferents rodes de forma.

## Avantatges de la rectificadora sense centres
- Presenten una elevada velocitat de producció.
- Com a conseqüència de la posició de la peça, és necessari treure menys metall per a produir peces rodones de la mida adequada.
- Es pot produir peces fràgils i petites que en altres rectificadores presentarien problemes, ja que en la rectificadora sense centres la peça és suportada a través de tota la seva longitud.

## Aplicacions
El principi de rectificat sense centres també s'aplica al rectificat d'interiors. Per al rectificat d'interiors sense centres la peça és suportada per tres rodets. Aquests són el rodet regulador, el rodet que reemplaça la fulla de suport de la peça i el tercer és un rodet de pressió que subjecta la peça contra el rodet de suport i regulador.
La roda rectificadora fa contacte amb l'interior del diàmetre de la peça en la part oposada al rodet regulador, assegurant una peça de parets uniformes i concèntriques. El rodet de pressió pot girar a un costat per permetre la càrrega i descàrrega de la màquina.